# Урбанизация
Урбаниза́ция (от лат. urbanus — городской) — процесс повышения роли городов, городской культуры и «городских отношений» в развитии общества, увеличение численности городского населения по сравнению с сельским и «трансляция» сформировавшихся в городах высших культурных образцов за пределы городов.
Обратным урбанизации процессом является рурализация (отток населения в сельскую местность).
| Годы | Численность населения, млн. чел | Доля в населении мира, % |
| ---- | ------------------------------- | ------------------------ |
| 1800 | 29,3                            | 3,0 %                    |
| 1850 | 80,8                            | 6,4 %                    |
| 1900 | 224,4                           | 13,6 %                   |
| 1950 | 730,4                           | 28,9 %                   |
| 1960 | 1028,0                          | 33,9 %                   |
| 1970 | 1381,2                          | 37,4 %                   |
| 1980 | 1822,3                          | 41,1 %                   |
| 1990 | 2261,3                          | 43,0 %                   |
| 2000 | 2870,0                          | 47,4 %                   |
| 2005 | 3125,6                          | 47,9 %                   |
| 2019 | 4274                            | 55,7 %                   |

## История
Урбанизация тесно связана со многими политическими процессами в государстве (часто и с собственно появлением этого общественного института). Например, Роберт Адамс считает наличие городов непременным признаком государства. У истоков советской теории урбанизации, которая сложилась в 1960-х годах, стояли Юрий Левада, Леонид Коган, Александр Ахиезер и Олег Яницкий. Уже в последние годы Гринин и Коротаев указывают на тесную взаимосвязь между урбанизацией и эволюцией государственности.
Так, первая фаза урбанизации наблюдались в IV — начале III тысячелетия до н. э. и была связана со становлением ранних государств. Появление первого развитого государства (в середине II тысячелетия до н. э. в Древнем Египте) оказало заметное влияние на динамику урбанизации: в XIII веке до н. э. численность городского населения мира впервые превысила 1 млн чел. Урбанизационный взрыв XIX—XX вв. и мегаурбанизация в сфере политического развития соотносятся с повсеместным распространением зрелой государственности.
В XVII—XVIII веках быстрее всего росло городское население в Англии и Пруссии, где горожане составляли около 25 % от всего населения.
К 1851 году Великобритания стала первым в мире урбанизированным обществом. К 1861 году 38,2 % населения Великобритании проживало в городах с населением более 20 тысяч человек. По другим данным, если к середине XIX века городское и сельское население было примерно равно по численности, то к началу XX века в городах проживало 80 % населения Великобритании.

Приток сельского населения в города опережает потребность в рабочей силе, что часто приводит к росту безработицы и обострению социально-экономических проблем. В то же время, урбанизация благодаря быстрому снижению рождаемости в индустриальном обществе, способствует сглаживанию отрицательных последствий демографического взрыва в развивающихся странах.
Переломный момент в урбанизации случился в 2007 году, когда городское население, по данным ООН, в мировом масштабе впервые численно превысило сельское.
По состоянию на 2014 год, более половины населения Земли (54 %) проживает в городах — 3,9 млрд человек, количество горожан продолжает расти.
Согласно прогнозу ООН, к 2050 году в городах будет проживать уже 66 % населения планеты. 37 % из этого числа придётся на Индию, Китай и Нигерию.

## Причины и предпосылки урбанизации
Предпосылки урбанизации — развитие торговли, ремесла, науки и рост в городах промышленности, развитие их культурных и политических функций, механизация сельского хозяйства, безработица в сельской местности. Для урбанизации характерны приток в города сельского населения и возрастающее маятниковое движение населения из сельского окружения и ближайших малых городов в крупные города (на работу, по культурно-бытовым надобностям и пр.).
Процесс урбанизации идёт за счёт:
- преобразования сельских населённых пунктов в городские;
- формирования широких пригородных зон;
- миграции из сельской местности (провинции) в городскую.

Явление трансформации естественных природных ландшафтов в искусственные, под влиянием застройки, обозначают понятием «урбанизация природы».
Процесс ко- или соэволюции искусственных и природных факторов развития называют геоурбанизацией, его изучает геоурбанистика.

## Ложная урбанизация
В связи с демографическим взрывом в развивающихся странах, в первую очередь, Латинской Америки, Юго-Восточной Азии, Африки возникло понятие ложной урбанизации. Она представляет собой стремительный рост численности городского населения, не сопровождаемый ростом числа рабочих мест. Отличие от истинной урбанизации состоит в том, что не происходит развития городских функций, характеризующих мировой процесс урбанизации. Происходит «выталкивание» в города сельского населения из перенаселённых аграрных районов. Доля городского населения намного превышает долю экономически активного городского населения, занятого в производственной и непроизводственной сферах. Прибывающее в города сельское население пополняет армию безработных, а недостаток жилья вызывает появление неблагоустроенных городских окраин с антисанитарными условиями жизни.

## Урбанизация в цифровую эпоху
Скорость развития технологий в цифровую эпоху ускорила социотехнологические трансформации, следствием чего стало резкое сужение горизонтов планирования.
Одним из сегментов социальной жизни, претерпевающий радикальной трансформации, становится город.
Торговля, служившая центром притяжения и, как следствия, создания городов, практически единомоментно переходит в виртуальное пространство. Возможными урбанистическими последствиями являются изменение стереотипов поведения граждан, преобразование городской инфраструктуры.
Вековые тренды показывают непрерывную коагуляцию человечества. Притяжение городов обуславливается предоставляемыми возможностями к реализации. Однако технологии информационных коммуникаций дают такую возможность вне привязки к единому топосу. Наложившиеся на это запросы нового человека цифрового общества на экологию, в том числе и визуальную, открывают обратный тренд, а именно исход из городов. Процесс, обратный урбанизации, называется рурализацией.
Качественный скачок скорости развития и как следствие многократные социотехнологические трансформации за время одной человеческой жизни крайне затрудняют планирование развития городской инфраструктуры не только в долгосрочной, но уже в среднесрочной и даже ближайшей перспективе.

## Урбанизация в России
Низкий уровень механизации, традиционное низкопроизводительное натуральное хозяйство в России начала XX века требовали, чтобы большинство людей жило в сельской местности, а не в городах, поэтому ещё в начале XX века в сёлах жило 87 % населения России. В связи с аграрным перенаселением, нехваткой земельных наделов, всё больше безземельных крестьян в поисках заработка переселялись в города.
Советская власть с 1920-х годов стала снабжать колхозы и совхозы тракторами и машинами, в рамках коллективизации и «смычки города и деревни», производительность труда выросла и необходимость в значительном числе сельского населения уменьшилась. Голод в СССР 1930-х годов и политика индустриализации также ускорили переселение бывших крестьян в города, где условия жизни были лучше. В 1887 году в России насчитывалось 16 городов с населением более 50 000 чел., в 1989 году в СССР был 1001 город, в 170 городах проживало 70 % населения. На 2010 год процент городского населения составил 73,7 % (высокий уровень урбанизации), безработица среди сельского населения, по состоянию на 2016 год, в 1,7 раза выше, чем среди городского. По данным Росстата, на 1 января 2019 года в городах проживало 109 млн 451 тыс. человек. Сельское население составляло 37 млн 342 тыс.